# カストロ・ステファンズカップリング
カストロ・ステファンズカップリング（英語: Castro–Stephens coupling）は、銅(I)アセチリドとハロゲン化アリールから二基置換アルキンとハロゲン化銅(I)を形成するクロスカップリング反応である。
この反応は1963年にカストロとステファンズによって発見され、有機化合物の有機合成に使われている。反応は、ハロゲン化アリールとシアン化銅(I)との間のローゼンムント・フォンブラウン合成(1916)に似ている。また、1973年にはパラジウム触媒の付加およびin situで有機銅化合物を生成させる薗頭カップリングへ改良されている。
代表的な反応例に、ピリジンを還流させ、ヨードベンゼンとフェニルアセチレンの銅(I)アセチリドとをカップリングさせてジフェニルアセチレンを合成するものがある。